# Боиштеа (Бакау)
Боиштеа (рум. Boiștea) насеље је у Румунији у округу Бакау у општини Кајуци. Oпштина се налази на надморској висини од 168 m.

## Становништво
Према подацима из 2002. године у насељу је живело 193 становника, од којих су сви румунске националности.